# SV Mülheim-Nord
SV Mülheim-Nord – niemiecki klub szachowy z Mülheim an der Ruhr.

## Historia
Klub powstał 1 lipca 1970 roku w wyniku fuzji dwóch podmiotów: powstałego w 1931 roku SV Kreuzfeld oraz powstałego w 1965 roku Springerschach Dümpten. Jako datę założenia SV Mülheim-Nord przyjmuje 1 kwietnia 1931, czyli datę powstania SV Kreuzfeld.
W 2004 roku klub zadebiutował w Bundeslidze, zajmując siódme miejsce. W 2008 roku nastąpiła inauguracja rozgrywek SV Mülheim-Nord w Pucharze Europy; niemiecki klub zajął wówczas jedenaste miejsce. W latach 2013–2014 klub zdobywał wicemistrzostwo Niemiec.